# Чичиков, Алексей Григорьевич
Алексе́й Григо́рьевич Чичи́ков (укр. Олексій Григорович Чичиков; род. 30 сентября 1987, Кременчуг, Полтавская область) — украинский футболист, полузащитник.

## Биография

### Клубная карьера
В ДЮФЛ выступал за: УФК-2 (Днепропетровск), ДЮСШ им. И. Горпинко, ДЮСШ Лубны, «Смена-Оболонь», «Молодь» (Полтава), «Кремень». Первый тренер его отец — Григорий Григорьевич Чичиков, в прошлом также футболист, а также бронзовый призёр чемпионата СССР по футзалу 1990 года в составе кременугского «Синтеза». 7 апреля 2004 года дебютировал в полтавской команде «Ворскла-2» в матче против «Днепр-2» (2:1). 3 октября 2004 года дебютировал в основной команде «Ворскла» в матче против киевского «Динамо» (0:3). Чичикову принадлежит клубный рекорд «Ворсклы» (за всю историю клуба): он самый молодой автор забитого гола в чемпионате Украины. В 2006 году покинул со скандалом «Ворсклу». 1 марта 2006 года подписал контракт с московским «Локомотивом», в основном выступал за дублирующий состав. 2 июля 2006 года сыграл единственный матч в основе «Локомотива» в Кубке России против махачкалинского «Анжи» (4:2). В марте 2007 года перешёл на правах аренды в днепропетровский «Днепр».
В феврале 2008 года перешёл в «Ворсклу». За полтавский клуб провёл 76 матчей, забил 5 мячей. Летом 2013 года перешёл в кировоградскую «Звезду». В составе команды, в 2016 году стал чемпионом Первой лиги Украины.
В июне 2018 года подписал однолетний контракт с клубом «Днепр-1».

### Карьера в сборной
Выступал за юношеские сборные Украины до 17 и 19 лет. Также выступал за молодёжную сборную Украины. На мемориале Гранаткина в Москве, обратил на себя внимание селекционеров московского «Локомотива». На том турнире Украина в финале уступила России, а Чичиков забил 3 мяча.

## Статистика
| Сезон   | Клуб                   | Лига                 | Чемпионат | Чемпионат | Кубок | Кубок | Еврокубки | Еврокубки |
| Сезон   | Клуб                   | Лига                 | Игры      | Голы      | Игры  | Голы  | Игры      | Голы      |
| ------- | ---------------------- | -------------------- | --------- | --------- | ----- | ----- | --------- | --------- |
| 2003/04 | Ворскла-2              | Вторая лига Украины  | 11        | 1         | 0     | 0     | —         | —         |
| 2004/05 | Ворскла                | Высшая лига Украины  | 7         | 3         | 0     | 0     | —         | —         |
| 2006    | Локомотив (Москва)     | Премьер-лига России  | 0         | 0         | 1     | 0     | 0         | 0         |
| 2006/07 | Днепр (Днепропетровск) | Высшая лига Украины  | 2         | 0         | 0     | 0     | 0         | 0         |
| 2007/08 | Ворскла                | Высшая лига Украины  | 12        | 3         | 0     | 0     | —         | —         |
| 2008/09 | Ворскла                | Премьер-лига Украины | 20        | 0         | 3     | 0     | —         | —         |
| 2009/10 | Ворскла                | Премьер-лига Украины | 21        | 1         | 0     | 0     | 1         | 0         |
| 2010/11 | Ворскла                | Премьер-лига Украины | 5         | 0         | 2     | 0     | —         | —         |
| 2011/12 | Ворскла                | Премьер-лига Украины | 10        | 1         | 0     | 0     | 1         | 0         |
| 2012/13 | Ворскла                | Премьер-лига Украины | 8         | 0         | 1     | 0     | —         | —         |
| 2013/14 | Звезда (Кировоград)    | Первая лига Украины  | 26        | 6         | 2     | 0     | —         | —         |
| 2014/15 | Звезда (Кировоград)    | Первая лига Украины  | 22        | 11        | 1     | 0     | —         | —         |
| 2015/16 | Звезда (Кировоград)    | Первая лига Украины  | 25        | 7         | 2     | 0     | —         | —         |
| 2016/17 | Звезда (Кропивницкий)  | Премьер-лига Украины | 16        | 0         | 1     | 0     | —         | —         |
| 2017/18 | Звезда (Кропивницкий)  | Премьер-лига Украины | 25        | 3         | 0     | 0     | —         | —         |
| 2018/19 | Днепр-1                | Первая лига Украины  | 16        | 6         | 1     | 1     | —         | —         |